# جامعة نوروز
جامعة نوروز هي مؤسسة تعليمية خاصة تأسست عام 2004. كانت أول جامعة خاصة في مدينة دهوك .منذ تلك الفترة نجحت الجامعة في تطوير العلاقة بينها وبين المجتمع في مدينة دهوك حاليا.

## عن الجامعة
جامعة نوروز وهي أول جامعة اهلية في كردستان- العراق
سميت الجامعة في البداية بـ«كلية دهوك الجامعة» وكان الدكتور آزاد احمد سعدون الدوسكي هو صاحب فكرة التأسيس، عندما أسستها نقابة الاقتصاديين في محافظة دهوك في عام 2004، بموافقة رئيس وزراء إقليم كردستان العراق في 15 نوفمبر 2004. وفي ذلك التاريخ بدأت الجامعة بقبول الطلاب، أما التدريس فبدأ في 1 ديسمبر 2004، استنادا إلى قرار 3/2 للجنة التشاور التابعة لوزارة التعليم العالي والبحث العلمي في إقليم كردستان، بتاريخ 1 ديسمبر 2004.
بعد افتتاحها في عام 2004، واصلت كلية دهوك الجامعة وبدأت بالتوسع في عام 2009 ثم تغير اسمها إلى جامعة نوروز، وفقا للقرار 2854 لمجلس وزراء إقليم كردستان العراق، بتاريخ 15 سبتمبر 2009. أعلن هذا القرار لمؤسسات الإقليم وفقا للقرار 517 الصادر عن وزارة التعليم العالي والبحث العلمي بتاريخ 5 أكتوبر 2009.

## جامعة نوروز حاليا
اليوم تتكون الجامعة من 5 كليات مع 14 قسمًا، ويدرس فيها حوالي 3335 طالب وطالبة، ولدى الجامعة حوالي 170 عضو هيئة تدريس.
ويرأس الجامعة الاستاذ الدكتور عبد الوهاب خالد موسى رئيسا للجامعة والاستاذ المساعد الدكتور شفان أحمد محمد (مساعد رئيس الجامعة للشؤون العلمية والدراسات العليا) والدكتور محمد علي ياسين طه (مساعد رئيس الجامعة للشؤون الادارية والمالية والطلبة)

## الكليات
- كلية القانون والسياسة
- كلية الإدارة والاقتصاد.
- كلية العلوم.
- كلية اللغات .
- كلية الهندسة .

## اعتمادية الجامعة
الأعتراف الرسمي ب جامعة نوروز من قبل وزارة التعليم العالي في بغداد 
بموجب الامر الإداري المرقم ت ه ا / ق 483 في 2017/1/23 تم الأعتراف رسميا بجامعة نوروز الأهلية المؤسسة في اقليم كوردستان /محافظة دهوك